# Solace (wherry)
Pour les articles homonymes, voir Solace.
Solace est un Norfolk wherry de 1927  construit à Lowestoft dans le Comté de Norfolk. C'est un des rares exemplaires de wherry de plaisance (en anglais : Pleasure wherry).

Il est classé bateau historique depuis 1996 par le National Historic Ships UK  et au registre du National Historic Fleet.

## Histoire
Solace a été construit au chantier D. S. Hall de Reedham. Il a une coque à bordages à clin en chêne. Il n'a connu que 3 propriétaires et navigue en plaisance privée.